# Colombe mondétour
Paraclaravis mondetoura
Espèce
Statut de conservation UICN

 LC  : Préoccupation mineure
La Colombe mondétour (Paraclaravis mondetoura) ou Colombe à poitrine pourpre, est une espèce d'oiseau appartenant à la famille des Columbidae.

## Description
Cet oiseau mesure 18 à 24 cm pour une masse de 90 à 95 g.
Le mâle présente un plumage essentiellement gris foncé avec la face et la gorge blanchâtres. La poitrine et le ventre sont marron pourpre sombre. Des taches pourpres marquent les ailes. Le dessous de la queue est blanc. Les iris sont orange avec un cercle oculaire jaune. Le bec est noir et les pattes sont rouges.
Le dimorphisme sexuel est net puisque la femelle a le dessus du corps brun olive, la face fauve, les parties inférieures grisâtre et le dessous de la queue noirâtre avec l'extrémité blanche. Les taches alaires sont noir pourpre.

## Répartition
Son aire s'étend du sud-est du Mexique à la Bolivie.

## Habitat
Cet oiseau vit dans les forêts entre 900 et 3 000 m d'altitude.

## Alimentation
Cet oiseau se nourrit au sol de fruits et de graines.